# 野洲駅

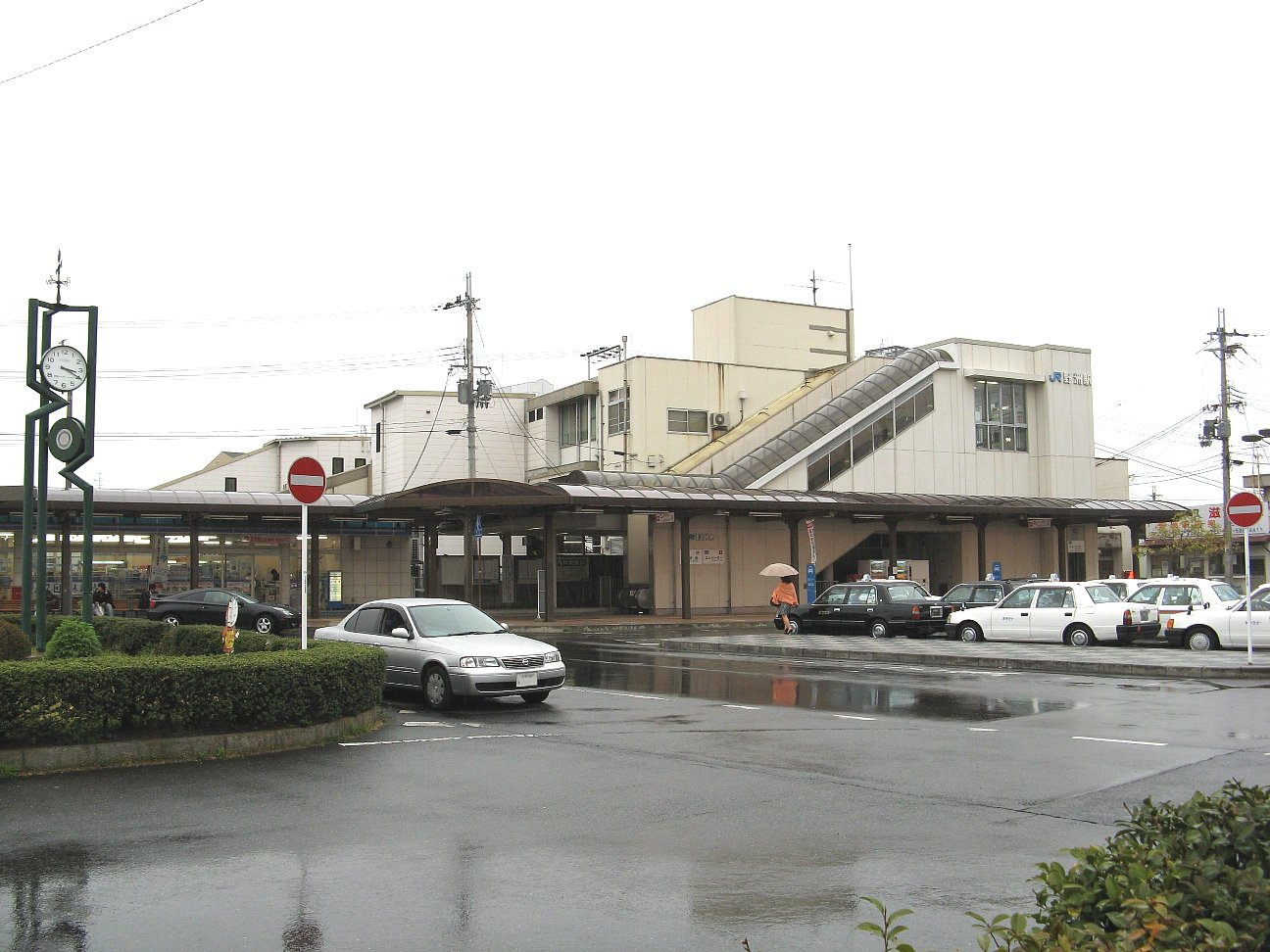
南口（2007年4月）

野洲駅（やすえき）は、滋賀県野洲市小篠原にある、西日本旅客鉄道（JR西日本）東海道本線の駅である。駅番号はJR-A21。「琵琶湖線」の愛称区間に含まれている。
当駅北側に網干総合車両所宮原支所野洲派出所（車両基地）が所在することから、当駅を起点終点とする列車が多数設定されている。

## 歴史
- 1891年（明治24年）6月16日：官設鉄道の八幡駅（2024年現在の近江八幡駅） - 草津駅間に新設開業[2]。旅客・貨物の取り扱いを開始[2]。
- 1895年（明治28年）4月1日：線路名称制定。東海道線（1909年より東海道本線）の所属となる。
- 1966年（昭和41年）9月1日：高槻電車区野洲派出所開設[3]、野洲電留線使用開始（収容能力5線67両）。
- 1970年（昭和45年）3月1日：野洲電車区竣工（電留線18本）[3]。
- 1972年（昭和47年）
  - 2月1日：貨物の取り扱いを廃止[2]。
  - 3月15日：荷物扱い廃止[2]。
- 1973年（昭和48年）1月：駅舎改築（2代目、橋上駅舎化）。
- 1987年（昭和62年）4月1日：国鉄分割民営化により、西日本旅客鉄道（JR西日本）の駅となる[2]。
- 1988年（昭和63年）3月13日：路線愛称の制定により、「琵琶湖線」の愛称を使用開始。
- 1998年（平成10年）3月11日：自動改札機を設置し、供用開始[4]。
- 2003年（平成15年）11月1日：ICカード「ICOCA」の利用が可能となる。
- 2006年（平成18年）10月1日：JR京都・神戸線運行管理システム導入。
- 2007年（平成19年）3月18日：駅自動放送を更新。
- 2009年（平成21年）3月14日：ダイヤ改正に合わせて、2・3番のりばの上屋を延長。
- 2015年（平成27年）3月12日：入線警告音の見直しに伴い、接近メロディを導入[5]。
- 2018年（平成30年）
  - 3月17日：駅ナンバリングが導入され、使用を開始する。
  - 11月1日：野洲駅北口駅前広場整備事業が完成する[6]。
- 2021年（令和3年）
  - 3月13日：特急「はるか」の一部列車（米原駅発着、朝晩のみ運行）が当駅発着となる[7][8][9]。
  - 11月20日：みどりの券売機プラスを導入[10][11]。
  - 11月30日：みどりの窓口の営業を終了[12][13][14]。

## 駅構造
単式ホーム1面1線と島式ホーム1面2線、計2面3線のホームを有する地上駅で橋上駅舎を持つ。有効長は全て12両編成分。さらに上り線には、ホームのない線路が1線ある。かつては下りにもホームのない線路が1線があったが、2024年現在は撤去されている。また、貨物車扱用の側線や荷卸しホームもあったが、貨物扱い廃止と同時に使用されなくなり、側線跡は保守車両の留置に使われている。橋上駅舎を通る南北自由通路は南北それぞれにエレベーターとエスカレーターを持ち、またホームへは改札内にエレベーターを備えている。
駅の北側には網干総合車両所宮原支所野洲派出所（旧京都総合車両所野洲派出所）があり、入出区のための連絡線がつながっている。当駅止まりの列車の多くは派出所に引き上げられる（一部はホームで下り列車として折り返す）。
入出区線は駅構内配線と分離されて設けられ、一旦下り本線または上り本線を使って駅構内へ電車が入出区していたが、東海道線貨物列車輸送力補強（1300t列車運転時）の際に、4番線有効長の延長と、入出区線を駅構内2番線に直結する配線変更をしている。
直営駅（草津駅の被管理駅）かつICOCA利用可能駅であり、ICOCAの相互利用対象カードも使用可能である。

### のりば
1番のりばは単式ホーム、2・3番のりばが島式ホームである。
| のりば | 路線     | 方向 | 行先                 | 備考          |
| ------ | -------- | ---- | -------------------- | ------------- |
| 1      | 琵琶湖線 | 下り | 草津・京都・大阪方面 | 一部2番のりば |
| 2・3   | 琵琶湖線 | 上り | 近江八幡・米原方面   |               |

- 上表の路線名は旅客案内上の名称（愛称）で表記している。

付記事項
- 運転取り扱い上の呼称は下り本線が1番線、上り本線は3番線（1・3番のりば）である。2番線（2番のりば）は中線で上下どちらも到着/出発が可能であり、野洲駅終着列車が主に使用するほか、下りの野洲始発列車も中線2番扱いの列車が多い。またホームのない上り4番線があり、貨物列車や臨時列車、草津京都方面から野洲入庫となる回送列車の退避に使われる。
- 米原方面行きの一部列車（「どちらかが当駅止まり」となる列車も含む）は2・3番のりばで対面乗り換え（緩急接続）を行うことがある。
- 上りは場内と出発、下りは第一場内および第二場内と出発の絶対信号を持つ停車場に分類される。

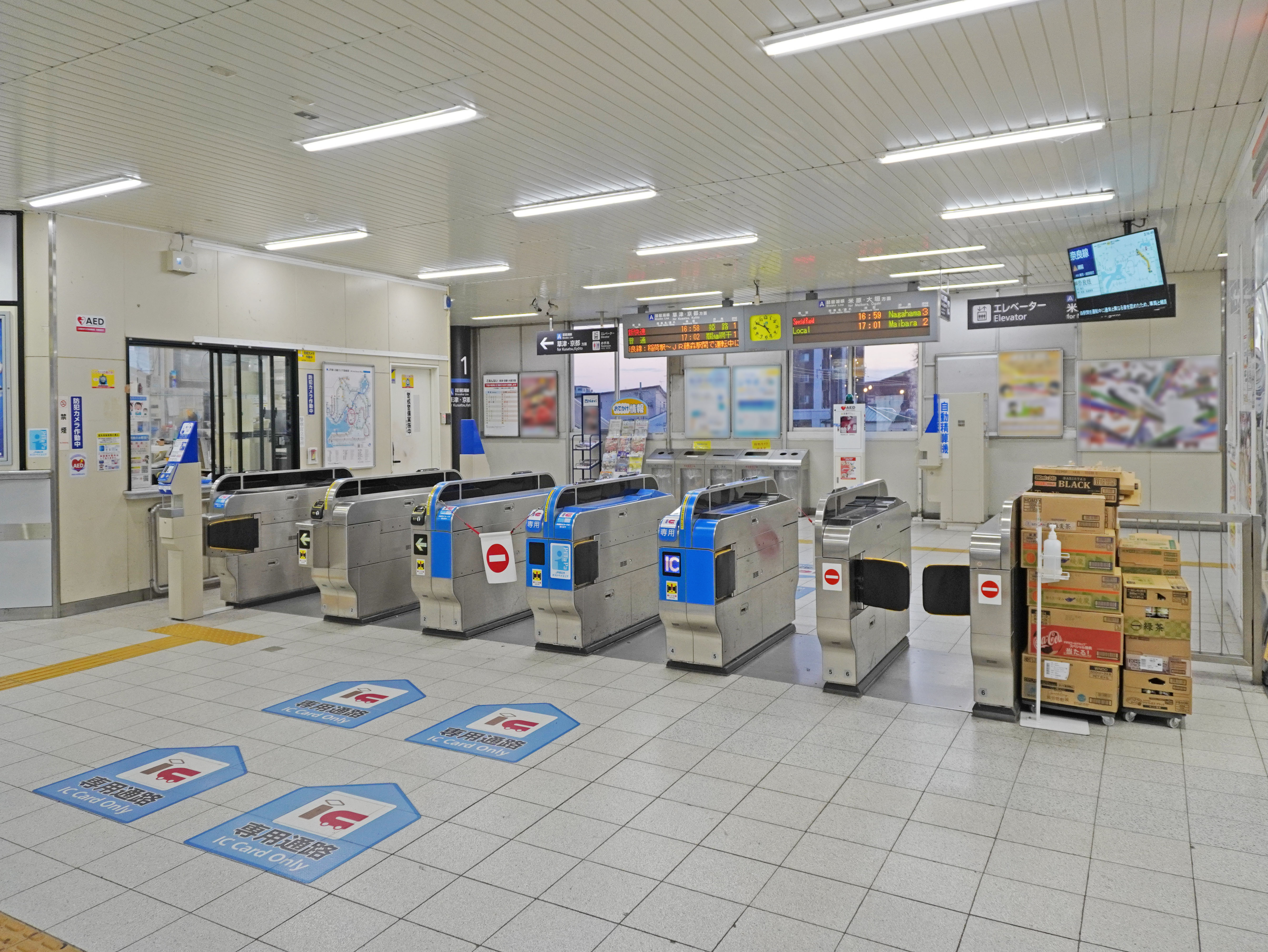
改札口（2022年12月）
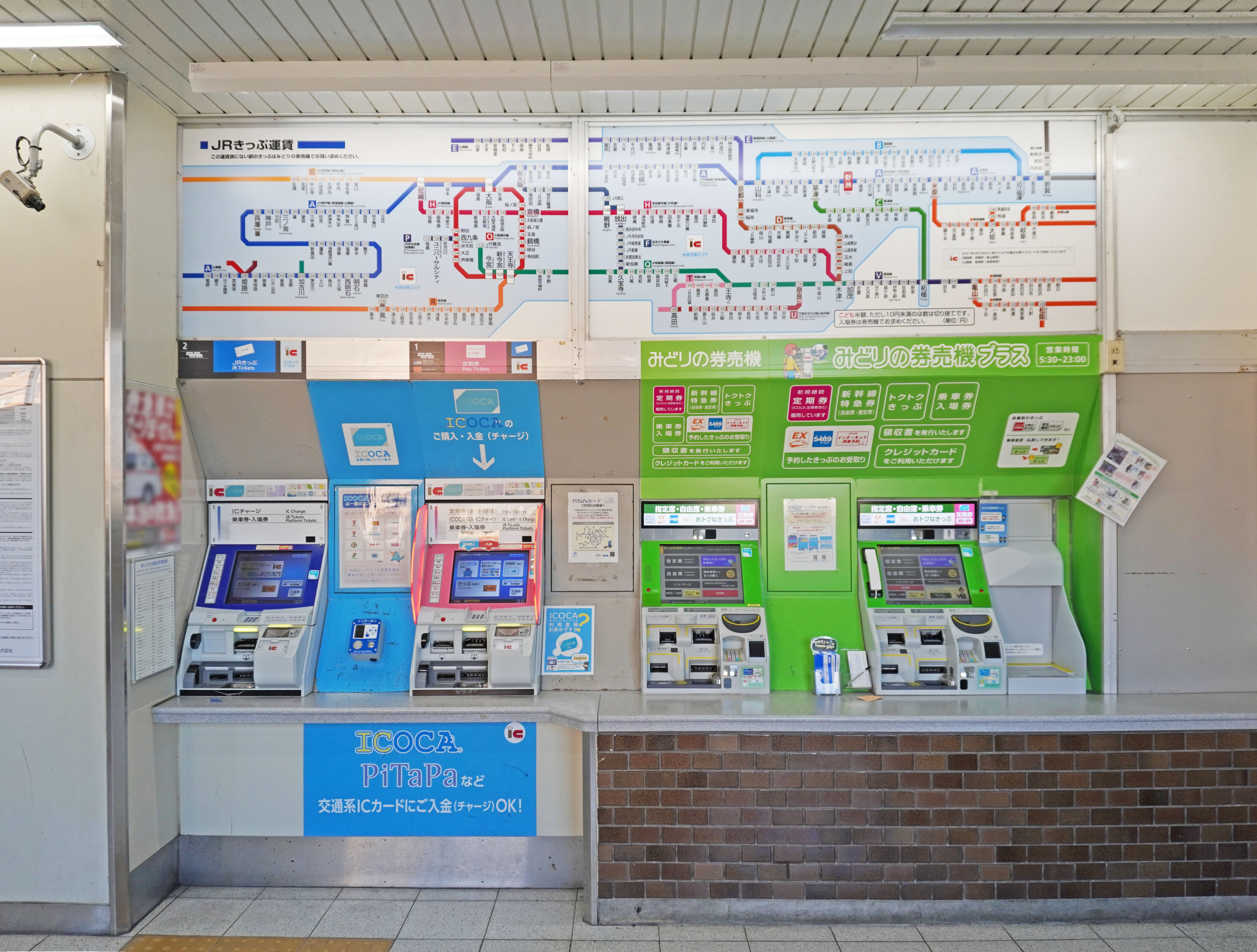
切符売り場（2022年12月）
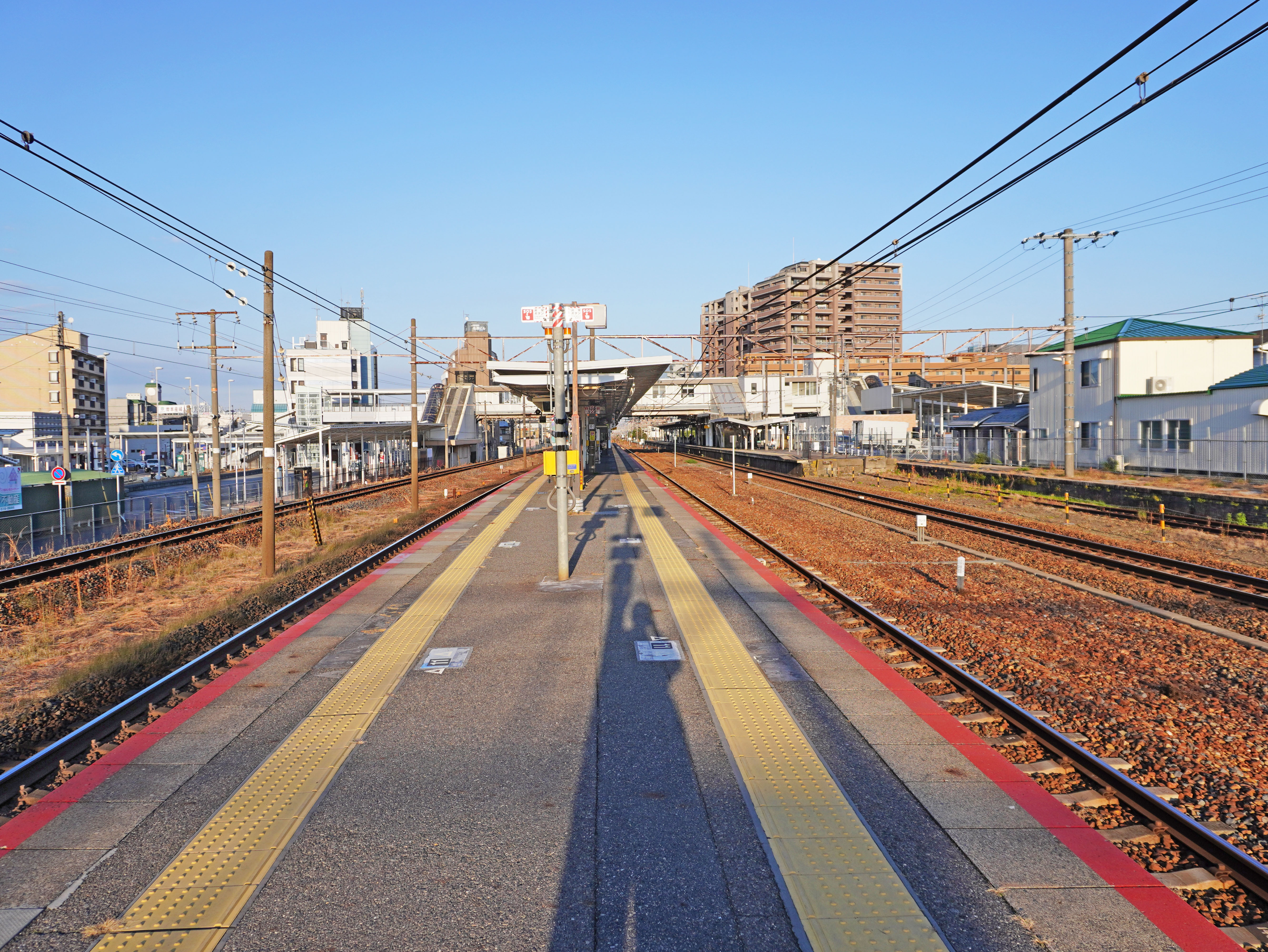
ホーム（2022年12月）

## ダイヤ
日中時間帯は1時間に6本（新快速が2本、普通（大阪方面行きは高槻駅から快速）が4本）が停車する。このうち、米原方面を発着する列車は1時間に3本（新快速が1本、普通（高槻駅まで快速）が2本）である（2024年3月16日時点）。なお、朝夕のラッシュ時は本数が多くなるが、車両基地に入庫する列車も増えるため、当駅止まりの列車も増える。
優等列車
国鉄時代は特急・急行列車は停車していなかったが、2003年6月1日から下記の特急列車が停車するようになった。
- 「らくラクびわこ」、「はるか」（当駅発着[7][8][9]）  - 「はるか」の一部列車（朝晩のみ）は米原発着で運行していたが、2021年3月のダイヤ改正で当駅 - 米原間の運行が廃止された（前述）。

## 利用状況
「滋賀県統計書」によると、1日平均の乗車人員は以下の通りである。JR西日本の移動等円滑化取組報告書によれば、2023年度の1日当たりの利用者数は27,190人。
| 年度   | 1日平均 乗車人員 | 出典        |
| ------ | ---------------- | ----------- |
| 1992年 | 12,430           | [ 統計 2 ]  |
| 1993年 | 12,739           | [ 統計 3 ]  |
| 1994年 | 12,890           | [ 統計 4 ]  |
| 1995年 | 13,002           | [ 統計 5 ]  |
| 1996年 | 13,124           | [ 統計 6 ]  |
| 1997年 | 13,110           | [ 統計 7 ]  |
| 1998年 | 13,071           | [ 統計 8 ]  |
| 1999年 | 13,137           | [ 統計 9 ]  |
| 2000年 | 13,333           | [ 統計 10 ] |
| 2001年 | 13,356           | [ 統計 11 ] |
| 2002年 | 13,164           | [ 統計 12 ] |
| 2003年 | 13,206           | [ 統計 13 ] |
| 2004年 | 13,263           | [ 統計 14 ] |
| 2005年 | 13,315           | [ 統計 15 ] |
| 2006年 | 13,770           | [ 統計 16 ] |
| 2007年 | 13,860           | [ 統計 17 ] |
| 2008年 | 13,744           | [ 統計 18 ] |
| 2009年 | 13,313           | [ 統計 19 ] |
| 2010年 | 13,697           | [ 統計 20 ] |
| 2011年 | 13,701           | [ 統計 21 ] |
| 2012年 | 13,674           | [ 統計 22 ] |
| 2013年 | 14,265           | [ 統計 23 ] |
| 2014年 | 14,049           | [ 統計 24 ] |
| 2015年 | 14,245           | [ 統計 25 ] |
| 2016年 | 14,253           | [ 統計 26 ] |
| 2017年 | 14,611           | [ 統計 27 ] |
| 2018年 | 14,900           | [ 統計 28 ] |
| 2019年 | 15,313           | [ 統計 29 ] |
| 2020年 | 12,273           | [ 統計 30 ] |
| 2021年 | 12,128           | [ 統計 31 ] |
| 2022年 | 12,863           | [ 統計 32 ] |

## 駅周辺
駅両側に住宅地が大きく広がっており、駅東側には妙光寺山や三上山がある。駅西側には工場があり、その西側は田畑が大きく広がる。なお、旧中主町（野洲郡）の中心地は駅から西へ約4 km離れた所にある。（当駅と篠原駅の間に）車両基地が設置されたことにより、昭和40年代以降は駅周辺の地域が発達してきた。

### 南口
- 野洲市役所
- 野洲郵便局
- 市立野洲病院[19]
- コミュニティセンターやす
- 野洲文化ホール（シライシアター野洲）
- 滋賀県立野洲高等学校
- 野洲市立野洲小学校
- 野洲市立野洲幼稚園
- ゆきはたこども園（旧・野洲第一保育園）
- 野洲第三保育園
- 国道8号
- 滋賀県道150号野洲停車場線
- 滋賀県道155号木部野洲線
- 旧中山道
- アル・プラザ野洲
  - ダイソー アルプラザ野洲店
- 滋賀銀行野洲支店
- クスリのアオキ野洲店

### 北口
- 網干総合車両所宮原支所野洲派出所

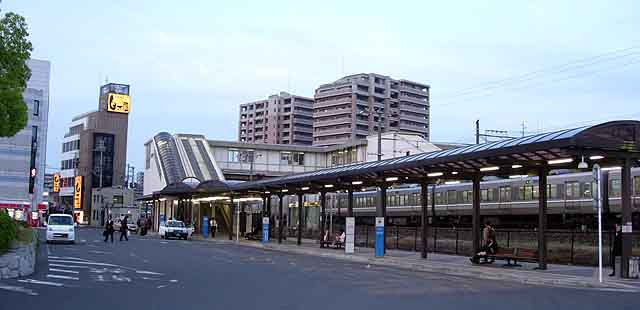
北口（2009年、ロータリー）

- 京セラ滋賀野洲事業所（旧・日本IBM野洲事業所）
- オムロン野洲事業所
- 野洲市立北野小学校
- アクロスプラザ野洲 - ショッピングセンター
  - 西友 野洲店
  - ファッションセンターしまむら野洲店
- 円光寺[20] - 天台真盛宗の寺院
- 滋賀県道2号大津能登川長浜線
- 滋賀県道155号木部野洲線

## バス路線

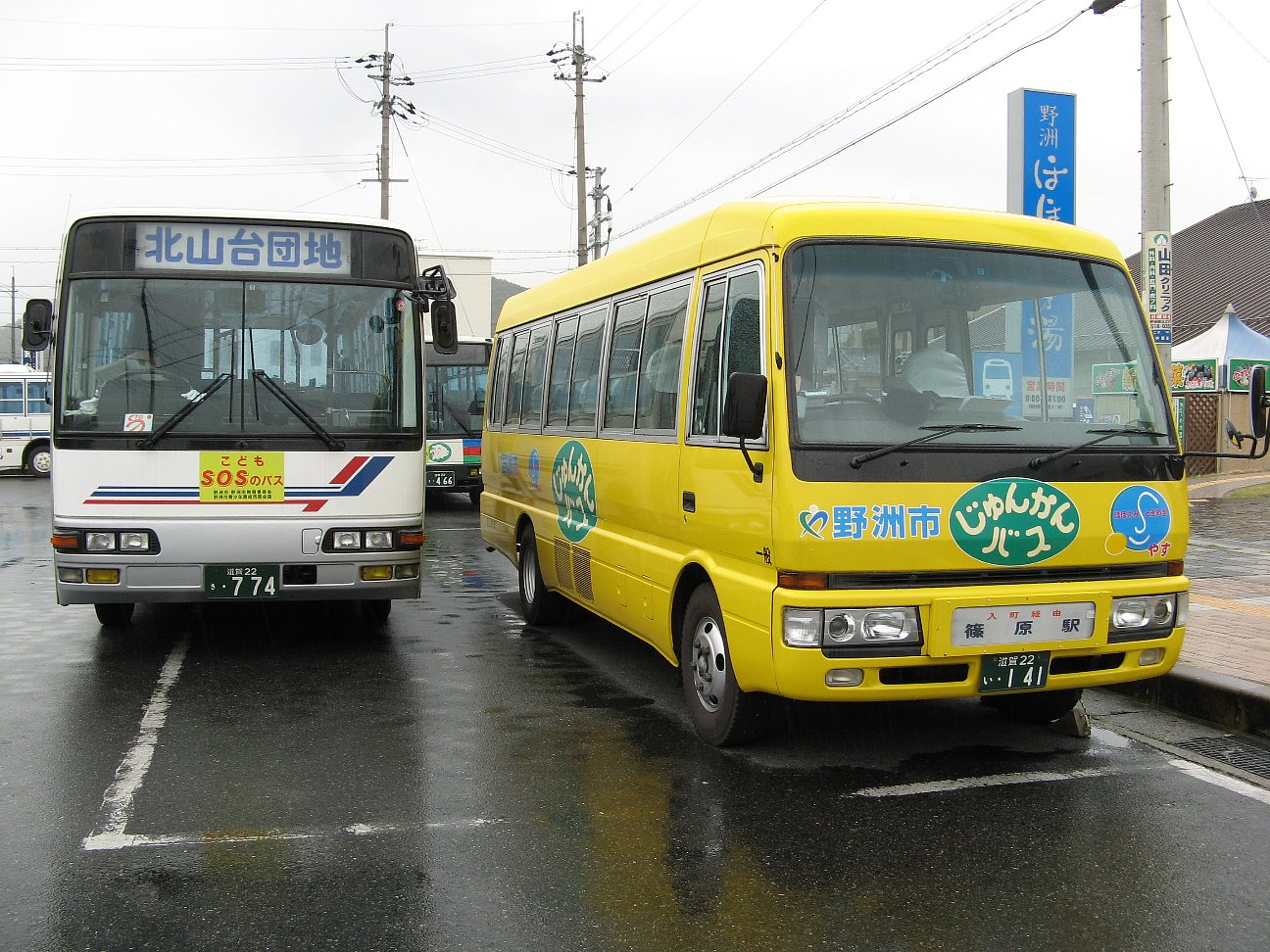
野洲駅南口に停車中の滋賀交通バス（左）、野洲市内じゅんかんバス（右：篠原ルート）

駅南口と駅北口のロータリー内に停留所を設けているが、ほとんどの便が駅南口を発着する。なお、駅北口を発着する便は平日の朝と夕方以降しか運行されない。
| 野洲駅     | 野洲駅                 | 野洲駅 | 野洲駅 |
| 乗り場     | 運行事業者             | 系統または路線名・行先 | 備考 |
| ---------- | ---------------------- | --- | --- |
| 1          | 滋賀バス               | 湖南野洲線：ハイウェイサイドタウン / 北山台センター | ハイウェイサイドタウン行き：平日朝1便のみ。 |
| 2          | 近江鉄道バス           | 野洲線：近江八幡駅 野洲アウトレット線：三井アウトレットパーク / 東洋電機製造前 野洲村田線、野洲生和村田線：村田製作所 花緑公園線：花緑公園                          | 野洲線：平日朝のみ。本数わずか。 野洲アウトレット線：東洋電機製造前発着は本数わずか。 野洲生和村田線：平日昼のみ運行（工場休業日は運休） 花緑公園線：本数わずか。 |
| 野州駅南口 |                        | | |
| 1          | 野洲市コミュニティバス | あやめコース：野洲市役所 / 下堤 篠原コース、中央循環コース：野洲駅南口 安治コース、祇王・中里コース：総合体育館駐車場 三上コース、希望が丘コース：野洲市役所 / 北桜 | 日曜・祝日運休 （あやめコース：最終便は下堤止り） （中央循環コース：最終便は総合体育館駐車場止り）                                                                |
| 野州駅北口 |                        | | |
| 1          | 近江鉄道バス           | 吉川線：あやめ浜 / 野洲駅北口（循環） | 平日夕方以降のみ（あやめ浜行き：本数わずか） |
| 1          | 近江鉄道バス           | 野洲生和村田線：村田製作所 | 平日朝のみ運行（工場休業日は運休） |
| 2          | 近江鉄道バス           | 永原循環線：野洲駅北口 | 平日夕方以降のみ |

## その他
- 2004年（平成16年）10月1日に野洲郡野洲町と中主町の合併により誕生した野洲市の代表駅となっている。
- 野洲町と中主町が合併する際の新市名として「野洲」が採用された理由は、主として両町が野洲郡であったこと、野洲川・野洲晒など地理的・歴史的になじみが深いことに加え、「電車基地があり、野洲駅の知名度がある」ことも理由に挙げられていた[22]。
- 湖南地区都市圏の北端に位置し、利用客数は当駅を境に段落ちする。湖南市・蒲生郡竜王町・近江八幡市の一部からも自家用車等を手段とする当駅の利用客が多いようである。

## 隣の駅
西日本旅客鉄道（JR西日本）
 琵琶湖線（東海道本線）
- 特急「はるか」始発駅、通勤特急「らくラクびわこ」停車駅

■新快速
近江八幡駅 (JR-A19) - 野洲駅 (JR-A21) - 守山駅 (JR-A22)
■普通（京都駅または高槻駅以西は快速）
篠原駅 (JR-A20) - 野洲駅 (JR-A21) - 守山駅 (JR-A22)

### 記事本文